# 納瓜沃
納瓜波（西班牙語：Naguabo）是波多黎各的城鎮，位於該島東部，始建於1821年7月15日，面積156平方公里，海拔高度133米，鎮上的公車系統早上6時開始運作，2010年人口26,720，人口密度每平方公里170人。